# Роланд (војсковођа)
Роланд (фр. Roland, лат. Hruodlandus, умро 778) је био франачки витез и војсковођа Карла Великог, који је после смрти постао омиљена личност француске средњовековне епске поезије (фр. chansons de geste).
Прича о Роландовој смрти на Ронсевалском пролазу је улепшана у каснијој средњовековној и ренесансној књижевности. Прва и најпознатија од ових епских обрада била је старофранцуска Роландова шансона из 11. века.
Два ремек-дела италијанске ренесансне поезије, Орландо Инаморато и Орландо Фуриосо (Матеа Марија Бојарда и Лудовика Ариоста), још су више одвојена од историје од ранијих Шансона, слично каснијем Моргантеу Луиђија Пулчија. Роланд је поетски повезан са својим мачем Дурендалом, његовим коњем Вејлантифом и олифантским рогом.
У касном 17. веку, француски барокни композитор Жан Батист Лули написао је оперу под називом Роланд засновану на причи о насловном јунаку.

## Историја
Једино историјско помињање стварног Роланда налази се у Животу Карла Великог од дворјана и биографа Карла Великог Ајнхарда. Ајнхард га назива Hruodlandus Brittannici limitis praefectus („Роланд, префект граница Бретање“), што указује да је он управљао Бретонском марком, граничном територијом Француске поред Бретонаца. Одломак, који се појављује у 9. поглављу, помиње да је Hroudlandus (латинизација франачког *Hrōþiland, од *hrōþi, „похвала“/„слава“ и *land, „земља“) био међу погинулима у бици код пролаза Ронсево:
Док је енергично водио Саксонски рат, готово без прекида, и након што је поставио гарнизоне на одабране тачке дуж границе, [Карло] је умарширао у Шпанију са највећом снагом коју је могао довести. Његова војска је прошла кроз Пиринеје и [Карл] је добио предају свих градова и утврђених места на које је наишао. Враћао се [у Француску] са својом војском здрав и нетакнут, али је високо у Пиринејима на том повратку накратко доживео препад Баскијаца. То место је толико покривено густом шумом да је савршено место за заседу. [Карлова] војска је била приморана због уског терена да иде у дугачком реду и [на том месту], високо на планини, Баскијци су поставили заседу. [...] Баскијци су имали предност у овом окршају због лакоће свог оружја и природе терена, док су Франци били у неповољнијем положају због тежине оружја и неравнине земље. У том окршају погинули су Егихард, надзорник краљевог стола, Анселм, гроф палате, и Роланд, господар Бретонског марша, заједно са многим другима. Али ово дело се тада није могло осветити, јер се непријатељ после напада толико разишао да није било назнака где би се могао наћи.
Роланд је очигледно био први званичник који је био одређен да управља франачком политиком у бретонским пословима, пошто локални Франци под династијом Меровинга раније нису имали никакве посебне односе са Бретонцима. Њихови гранични замкови као што су Витре, Ил и Вилен, јужно од Мон Сен Мишела, сада су подељени између Нормандије и Бретање. Особна култура овог краја чува данашњи гало језик и легенде о локалним херојима као што је Роланд. Роландов наследник у Новој Британији био је Гај од Нанта, који попут Роланда није био у стању да изврши франачку експанзију преко Бретање и само је одржао присуство Бретонаца у Каролиншком царству.
Према легенди, Роланд је положен у базилику у Блеју, близу Бордоа, на месту цитаделе.

## Оставштина
Роланд је претворен у популарну и култну фигуру средњовековне Европе и њене минстрелску културе. Многе приче су га учиниле нећаком Карла Великог и претвориле његов живот у епску причу о племенитом хришћанину који је убијен од стране непријатељских снага, што је део средњовековне материје Француске.
Прича о Роландовој смрти се препричава у поеми из 11. века Песма о Ролану, где је опремљен олифантом (сигналним рогом) и несаломивим мачем, опчињен разним хришћанским реликвијама, по имену Дурендал. Песма садржи веома романтизован извештај о бици код Ронсево прелаза и Роландовој смрти, постављајући тон каснијем фантастичном приказу двора Карла Великог.
Адаптирана је и модификована током средњег века, укључујући утицајну верзију латинске прозе Historia Caroli Magni (која је касније била позната као Псеудо-Турпинова хроника), која такође укључује Роландову битку са сараценским дивом по имену Феракут који је рањив само на свом пупку. Прича је касније адаптирана у анонимном франко-млетачком епу Улазак у Шпанију (око 1320) и у италијанском епу Шпанија из 14. века, који се приписује фирентинском Состегно ди Занобију и вероватно настао између 1350. и 1360. године.
Други текстови дају даље легендарне извештаје о Роландовом животу. Његово пријатељство са Оливијеом и веридбу са Оливијеовом сестром Одом прича Бертран де Бар-сур-Об у Гирарт де Виене. Роландова младост и набавка његовог коња Вејлантифа и мача описани су у Аспремонту. Ролан се такође појављује у Кватре Филс Ајмон, где је у супротности са Реноом де Монтобаном против кога се повремено бори.
У Норвешкој, приче о Роланду су део Саге о Карламагну из 13. века.
У Божанској комедији Данте види Роланда, по имену Орландо као што је уобичајено у италијанској књижевности, на небу Марса заједно са другима који су се борили за веру.
Роланд се појављује у Улазку из Шпаније, француско-млетачкој шансони геста из 14. века (у којој је претворен у лутајућег витеза, сличан јунацима из романси о Артуру) и Шпанија, италијанском епу из 14. века.
Од 15. века па надаље, појављује се као централни лик у низу италијанских стиховних романси као „Орландо“, укључујући Морганта од Луиђија Пулчија, Орланда Инамората од Матеа Марија Бојарда, и Орланда бесног Лудовика Ариоста. (Погледајте испод његову каснију историју у италијанским стиховима.) Орландино Пјетра Аретина је тада постао сатиричан о „култу личности“ Орланда, хероја. Наратив о Орланду инспирисао је неколико композитора, међу којима су били Клаудио Монтеверди, Жан Батист Лули, Антонио Вивалди и Георг Фридерик Хендл, који је са Орландом компоновао оперу на италијанском језику.
У Немачкој, Роланд је постепено постао симбол независности растућих градова од локалног племства. У касном средњем веку многи градови су имали пркосне Роландове статуе на својим пијацама. Роланд у Веделу подигнут је 1450. године као симбол тржишта и ханзеатске правде, а Роландова статуа испред Градске куће Бремена (1404) налази се заједно са самом градском већницом на Унесковој листи светске баштине од 2004. године.
У Арагону постоји неколико имена места везаних за Ролдана или Роланда, укључујући планински превој Роландов пробој и стенску формацију Салто де Ролдан.
У Каталонији је Роланд (или Ротла, како се преводи на каталонском) постао легендарни див. Бројна места у Каталонији (северна и јужна) имају називе везане за Rotllà. У корак са трагом који је лик оставио у целој пиренејској области, баскијски Еролан се појављује у бројним легендама и називима места повезаним са моћним дивом, обично паганом, способним да лансира огромно камење. Баскијска реч erraldoi (џин) потиче од Errol(d)an, како је истакао лингвиста Колдо Миткелена.
На Фарским острвима, Роланд се појављује у балади „Runtsivalstríðið“ (Битка код Ронцевоа).
Жан Лан, маршал Првог француског царства, добио је надимак Роланд из војске Италије, који је касније постао Роланд из Велике армије због своје храбрости и харизме.
Роландова статуа такође стоји у граду Роландији у Бразилу. Овај град су основали немачки имигранти, од којих су многи били избеглице из нацистичке Немачке, који су свој нови дом назвали по Роланду да представља слободу.

## Стилска фигура
Енглески израз „дати Роланда за Оливера”, што значи понудити понудити quid pro quo или дати онолико добро колико се може, подсећа на Шансон де Роланда и Роландовог пратиоца Оливера.

## Легенда
Основа на којој је у првој половини 12. века створена Песма о Роланду (фр. Chanson de Roland), најлепша француска епска поема (4.002 стиха), био је податак ученог Ајнхарда (фр. Einhard), хроничара Карла Великог (768—814), да је у бици код Ронсвоа 778. погинуо у борби против Баска Роланд, гроф Бретање. Творац поеме био је вероватно француски или нормандијски свештеник.
Легенда о Роланду пренета је касније (13—14. век) у Италију, где је, поред популарне интерпретације, послужила као инспирација за значајна књижевна дела: Матео Бојардо  (итал. Matteo Maria Boiardo) - Заљубљени Орландо (итал. Orlando innamorato, 1487) и Лудовико Ариосто итал. Ludovico Ariosto - Бесни Орландо (итал. Orlando furioso, 1516).